# Asster
asster, właśc. Wiktor Hermanowski (ur. 23 sierpnia 2004 w Łodzi) – polski wykonawca trapu i autor tekstów. Laureat nagrody gremium „Odkrycie roku” w plebiscycie Popkiller 2023.
24 marca 2023 roku miała miejsce premiera jego debiutanckiej płyty pt. Mowa węży, która została notowana na 7. miejscu w tygodniowym zestawieniu OLiS. Do preorderu LP Mowa węży była dołączona limitowana EP pt. Mój interes, która została udostępniona dla szerszej publiczności 5 miesięcy później – 24 sierpnia 2023 roku. 2 lutego 2024 roku miała premiera jego drugiego albumu w karierze - All Day Fresh, któremu udało się zdobyć 1. miejsce w zestawieniu OLIS.
Współpracował z szerzej rozpoznawalnymi artystami takimi jak m.in. Malik Montana, Zeamsone, Kaz Bałagane, Kabe, Tuzza, Żabson, White 2115 czy Young Igi.

## Życiorys i kariera
Urodzony w 2004 roku, wychował się na osiedlu Bałuty w Łodzi. Jak sam twierdzi muzyka jest ściśle powiązana z jego rodziną – tata słuchał metalu, brat hip-hopu a mama pisała wiersze. We wczesnym dzieciństwie Wiktor próbował swojej gry na instrumentach, ale w wieku 8 lat został zapisany na lekcje śpiewu w Bałuckim Ośrodku Kultury „Lutnia”, natomiast od 13 roku życia zaczął tworzyć własne teksty i rapować.
Rozpoczęcie tworzenia bardziej „poważnych” utworów datuje się na 2018 rok. Pierwszą podziemną EP o tytule Żywe trupy wydał natomiast w 2020 roku.
Po udanym debiucie jego pierwszej oficjalnie wydanej płyty na przełomie kwietnia i maja, z finałem 20 maja 2023 roku w Warszawie, miała miejsce jego pierwsza trasa koncertowa „Mowa Węży Tour”.
17 listopada 2023 ukazał się tytułowy singiel promujący drugi studyjny album artysty - "All Day Fresh". 15 grudnia tego samego roku wraz z kolejnym klipem zapowiadającym płytę - zrobionym we współpracy z Kabe "CEO" - asster ujawnił okładkę i uruchomił preorder nowej płyty, której premiera miała miejsce 2 lutego 2024 roku. Płyta zadebiutowała na 1. miejscu w zestawieniu OLIS, a następnie w maju 2024 roku uzyskała status złotej płyty.
Latem 2024 roku raper zapowiedział wydanie albumu "EuroFly" stworzonego w kooperacji z Kabe. Materiał według autorów ma być muzyczną  podróżą po różnych stylach hip-hopu z Europy, a każdy z wydanych singli przygotowany w innych kraju europejskim. Wraz z premierą singla pt." Urus" - 2 sierpnia 2024 wystartował preorder EPki.

## Dyskografia

### Albumy studyjne
| Rok  | Album | Pozycja na liście | Certyfikat         | Sprzedaż       |
| Rok  | Album | POL               | Certyfikat         | Sprzedaż       |
| ---- | --- | ----------------- | ------------------ | -------------- |
| 2023 | Mowa węży - Wydany: 24 marca 2023 - Wytwórnia: Asster, e-Muzyka - Format: CD, digital download, streaming                      | 7                 | - POL: złota płyta | - POL: 15 000+ |
| 2024 | All Day Fresh - Wydany: 2 lutego 2024 - Wytwórnia: Asster, e-Muzyka - Format: CD, digital download, streaming                  | 1                 | - POL: złota płyta | - POL: 15 000+ |
| 2025 | Oko Horusa - Wydany: 20 czerwca 2025 - Wytwórnia: Asster, Def Jam Recordings Poland - Formaty: CD, digital download, streaming | 7                 |                    |                |

### Minialbumy
| Rok  | Album                                                                                      |
| ---- | ------------------------------------------------------------------------------------------ |
| 2020 | Żywe trupy - Data: 25 lutego 2020 - Wydawca: nielegal                                      |
| 2020 | Twarze - Data: 1 czerwca 2020                                                              |
| 2021 | Epizod - Data: 21 stycznia 2021                                                            |
| 2023 | Mój interes - Data: 24 sierpnia 2023 - Format: streaming                                   |
| 2024 | Eurofly (oraz Kabe) - Data: 25 października 2024 - Format: CD, digital download, streaming |

### Single
Jako główny artysta
| Rok  | Tytuł                           | Certyfikat                | Album               |
| ---- | ------------------------------- | ------------------------- | ------------------- |
| 2021 | „Keep It Lowkey”                |                           | Singiel niealbumowy |
| 2021 | „W pół”                         |                           | Singiel niealbumowy |
| 2022 | „No Kisses”                     |                           | Singiel niealbumowy |
| 2022 | „Swoje bajki”                   |                           | Singiel niealbumowy |
| 2022 | „Nowy Dzień”                    |                           | Singiel niealbumowy |
| 2022 | „Teren”                         |                           | Mój interes         |
| 2022 | „Muszę zarabiać” (gośc. Macias) | - POL: złota płyta        | Mój interes         |
| 2022 | „Horyzont”                      | - POL: platynowa płyta    | Mowa węży           |
| 2022 | „Legendarna”                    |                           | Mowa węży           |
| 2022 | „Nim podejdę do matury”         |                           | Mowa węży           |
| 2023 | „Original”                      |                           | Mowa węży           |
| 2023 | „Gwiazda”                       |                           | Mowa węży           |
| 2023 | „Zapach (designer)” (gośc. AG)  |                           | Mowa węży           |
| 2023 | „Rondo” (gośc. Malik Montana)   | - POL: 2x platynowa płyta | Mowa węży           |
| 2023 | „Pretensje”                     |                           | Singiel niealbumowy |
| 2023 | „All Day Fresh”                 | - POL: złota płyta        | All Day Fresh       |
| 2023 | „Ceo” (gośc. Kabe)              | - POL: platynowa płyta    | All Day Fresh       |
| 2024 | „W projektach”                  |                           | All Day Fresh       |
| 2024 | „Coś więcej”                    |                           | All Day Fresh       |
| 2024 | „Moja Natura” (gośc. Young Igi) |                           | All Day Fresh       |
| 2024 | „Od zawsze”                     |                           | Singiel niealbumowy |
| 2024 | „Designer” (oraz Kabe)          |                           | Eurofly             |
| 2024 | „Urus” (oraz Kabe)              |                           | Eurofly             |
| 2024 | „3x Tak” (oraz Kabe)            |                           | Eurofly             |
| 2024 | „Niewiele Zmienia” (oraz Kabe)  |                           | Eurofly             |
| 2025 | „Odrodzenie”                    |                           | Oko Horusa          |
| 2025 | „Strach”                        |                           | Oko Horusa          |
| 2025 | „Urodzony w Dziczy”             |                           | Oko Horusa          |
| 2025 | „One Eye”                       |                           | Oko Horusa          |
| 2025 | „Karaty” (gośc. Żabson)         |                           | Oko Horusa          |
| 2025 | „Relax” (gośc. White 2115)      |                           | Oko Horusa          |

Występy gościnne
| Rok  | Utwór                                                                               | Certyfikat         | Album             |
| ---- | ----------------------------------------------------------------------------------- | ------------------ | ----------------- |
| 2021 | „Pierwsze skrzypce” (Lil Wnyk; gośc. Spawn, Goku, Asster)                           |                    | 209 RADIO         |
| 2022 | „Nic nie zostawię” (AG; gośc. asster)                                               |                    |                   |
| 2022 | „Wariograf” (Fekir; gośc. asster)                                                   |                    | GLOBAL HUSTLER    |
| 2022 | „Danse Macabre” (Pako; gośc. Aleshen, Asster, Miszel, Bary, Kosior, Frosti, Buffel) |                    | Dom strachu       |
| 2023 | „Top Boy” (Yung Adisz; gośc. asster)                                                |                    | Kopenhaga         |
| 2023 | „Buduje zamek” (Malik Montana; gośc. asster)                                        |                    | Adwokat Diabła    |
| 2023 | „Odlotowe agentki” (Frosti; gośc. asster)                                           |                    |                   |
| 2023 | „Members Only Cypher” (Kosior, Yung Adisz, Asster, Bary, Rusina)                    |                    |                   |
| 2023 | „4TB” (Zeamsone; gośc. asster)                                                      | - POL: złota płyta | ???               |
| 2023 | „Błędne koło” (Bary; gośc. asster, vkie)                                            |                    | Demon’s Gate      |
| 2024 | „Miss Universe” (AG; gośc. asster)                                                  |                    |                   |
| 2024 | „Peleton” (Mercury, Franklin; gośc. asster)                                         |                    | V I S A           |
| 2024 | „Bello di Notte I” (Tuzza; gośc. asster)                                            |                    | Villa di Tuzza    |
| 2024 | „Elon Musk” (Young Igi; gośc. asster)                                               |                    | Ekskluzywny Głód  |
| 2024 | „Charakter” (prxnce, Gmeniu; gośc. asster)                                          |                    | TAME THE FLAME    |
| 2024 | „Mercedes Freestyle (intro)” (Waima, Asster)                                        |                    | Members Only Camp |